# Giulio Serafini
Giulio Serafini (ur. 12 października 1867 w Bolsena, zm. 16 lipca 1938 w Watykanie) – włoski duchowny katolicki, kardynał, wysoki urzędnik Kurii Rzymskiej.

## Życiorys
Ukończył niższe seminarium duchowne w Orvieto. Kształcił się następnie Rzymie, gdzie uzyskał doktorat utroque iure. Święcenia kapłańskie otrzymał 6 kwietnia 1890 roku. Wykładał następnie w seminarium w rodzinnej diecezji Orvieto, gdzie w latach 1897–1901 był rektorem. W latach 1901–1907 wykładał w Ateneum "S. Apolinare" w Wiecznym Mieście. W roku 1904 prywatny szambelan Jego Świątobliwości.
4 marca 1907 otrzymał nominację na biskupa diecezji Pescia. Sakry w bazylice św. Piotra w Rzymie udzielił mu kardynał Pietro Respighi. Jeszcze w tym samym roku mianowany rektorem rzymskiego Seminarium Pio, który połączył się z Seminarium Laterańskim. Otrzymał wówczas stolicę tytularną Lampsaco. W latach kolejnych sprawował wiele innych funkcji. Był m.in. wizytatorem seminariów, prefektem studiów w Pontyfikalnym Seminarium Rzymskim, a także kanonistą Penitencjarii Apostolskiej. Od 28 października 1923 pełnił urząd sekretarza Świętej Kongregacji Soboru Trydenckiego.
Podczas konsystorza z czerwca 1930 otrzymał insygnia kardynalskie. Parę dni później awansowany na prefekta kongregacji gdzie dotychczas był tylko sekretarzem. Na stanowisku tym pozostał do śmierci. Był także od roku 1930 przewodniczącym Komisji ds. Autentycznej Interpretacji Kodeksu Prawa Kanonicznego. Zmarł na uremię parę dni po przebytym zawale serca. Pochowany został w swym kościele tytularnym.